# En lektion
En lektion – Konversation i en akt är en komedi av Alfhild Agrell, utgiven 1884. Pjäsen hade urpremiär den 3 februari 1886 på Kungliga Dramatiska Teatern.

## Handling
En lektion utspelar sig i en akt och handlingen består av en dialog mellan pjäsens två enda roller, Åke och hans hustru Elsa. Paret är nygift och har tillskänkts en bondgård, där de bor. Elsa klagar över att hon har så tråkigt och föreslår en flytt till Stockholm. Målet är att leva ett extravagant nöjesliv i staden. För att ha råd med detta är Åke villig att ta de sparpengar som var ämnade för en ny skördemaskin. Åke är i allmänhet medgörlig till vad hustrun föreslår.
När Åke packar resväskorna faller hustrun ut i gråt då hon förstår att hon är på väg att förlora allting. Eftersom Åke har hållit med om allting hon sagt har han varit som en spegel för henne. Pjäsen avslutas med att Elsa fäller repliken "- Du - -  ! Det är ändå allra roligast att ha tråkigt!".

## Om pjäsen
En lektion spelades som förpjäs till ett annat av Agrells dramer, Ensam. En lektion var specialskriven för skådespelaren Ellen Hartman. I rollen som Åke såg hennes verklige make Victor Hartman. En lektion knyter an till frågan om nygiftas vantrivsel inom äktenskapet, vilken diskuterades under 1870-talet. Pjäsen gick tämligen spårlöst förbi i pressen.

## Rollfigurer
- Åke, löjtnant och possessionat
- Elsa, hans hustru